# Drifa glomerata
Drifa glomerata är en korallart som först beskrevs av Addison Emery Verrill 1869.  Drifa glomerata ingår i släktet Drifa och familjen Nephtheidae. Inga underarter finns listade i Catalogue of Life.